# Операція «Юнона»
Операція «Юнона» (нім. Unternehmen Juno) — кодова назва морської операції, що була проведена німецькими Крігсмаріне у Північному море під час Норвезької кампанії. Найпомітнішою операцією в цій операції було потоплення німецькими лінкорами «Шарнгорст» та «Гнейзенау» під командуванням віце-адмірала Вільгельма Маршалла британського авіаносця «Глоріос» і двох ескортних есмінців. Кілька кораблів союзників були потоплені в інших боях.
Спочатку запланований на 25 травня вихід мав на меті зменшити тиск на німецькі сухопутні сили в Нарвіку шляхом атак на кораблі союзників і берегові споруди. Це був сміливий план, і з огляду на значне скорочення чисельності британського військово-морського флоту, доступного адміралу флоту лорду лорду Корку і Оррері, командувачу британських наземних і морських сил у Норвегії, міг би завдати великих втрат Королівському флоту.

## Історія
4 червня 1940 року німецька група кораблів у складі лінійних кораблів «Шарнгорст» (капітан-цур-зее Курт Цезар Гоффманн) та «Гнейзенау» (капітан-цур-зее Гаральд Нетцбандт), важкого крейсера «Принц Ойген» (капітан-цур-зее Гельмут Гайє) і есмінців Z20 «Карл Гальстер», Z10 «Ганс Лоді», Z15 «Еріх Штайнбрінк» і Z7 «Германн Шоман» вийшли з Кіля. Усією операцією керував адмірал Вільгельм Маршалл, який перебував зі своїм штабом на «Гнейзенау». Згідно з наказом Військового штабу ВМС, його головним завданням було досягти морської акваторії поблизу узбережжя Норвегії біля Гарстада і Нарвіка, щоб перешкодити евакуації союзниками своїх військ і, по можливості топити транспорти противника. Евакуація союзників з Нарвіка почався ще 24 травня 1940 року і була пов'язана з несприятливим перебігом кампанії на Західному фронті.
Спочатку маршрут колони кораблів пролягав через Великий Бельт і далі до Скагеррака. Міноносці «Ягуар» та «Фальке», допоміжний корабель 4, тендер Hai і декілька малих катерів типу R супроводжували групу до норвезьких берегів. Увечері 6 червня танкер флоту Dithmarschen дозаправив «Адмірал Гіппер» і чотири есмінці на південний схід від Ян-Маєна.
Увечері 7 червня на «Гнейзенау» Маршалл провів нараду командування для обговорення рейду на Гарстад. Однак звіти розвідувальної авіації довели, що велика група кораблів союзників перебуває в морі, тоді як у Гарстаді було помічено лише один канонерський човен. Потім Маршалл вирішив на час відкласти атаку на Гарстад і діяти в напрямку кораблів союзників. У процесі прийняття рішення військово-морське командування «Захід» тричі зв'язалося з ним по радіо та вказало на його справжнє головне завдання.
Вранці 8 червня німецькі кораблі наразилися на танкер Oil Pioneer, супроводжуючого його протичовнового траулера «Джуніпер» і 19 777-тонне військове судно Orama, яке поверталося до Англії порожнім і самостійно, але не госпітального судна Atlantis, яке йшло разом з «Орамою».
У другій половині дня два німецькі військові кораблі випадково натрапили на літній авіаносець «Глоріос», супроводжуваний лише есмінцями «Ардент» і «Акаста». Напередодні вранці 8 червня авіаносець виконав важке завдання з евакуації винищувачів наземного базування Королівських ПС (вісім «Харрікейнів» і 10 біпланів «Гладіатор» 263-ї і 46-ї ескадрилей): складність завдання була підвищена тим фактом, що жоден з літаків не мав гальмівного гака і керували ними пілоти без досвіду посадки на палубу. Потім авіаносець вирушив додому у складі конвою для евакуації військ, до якого також входив більш сучасний авіаносець «Арк Роял», але потім він запросив і отримав дозвіл продовжити рух самостійно через брак палива або, за іншими джерелами, через те, що капітан Г. Д'Ойлі-Г'юз мав нетерпляче бажання повернутися до Скапа-Флоу якомога швидше, щоб виступити свідком у військовому суді над командиром авіаційної групи корабля, якого Д'Ойлі-Г'юз залишив у Скапа-Флоу після того, як той відмовився планувати та виконувати напади на наземні цілі на тій підставі, що літаки «Глоріос» не підходили для виконання цього завдання.

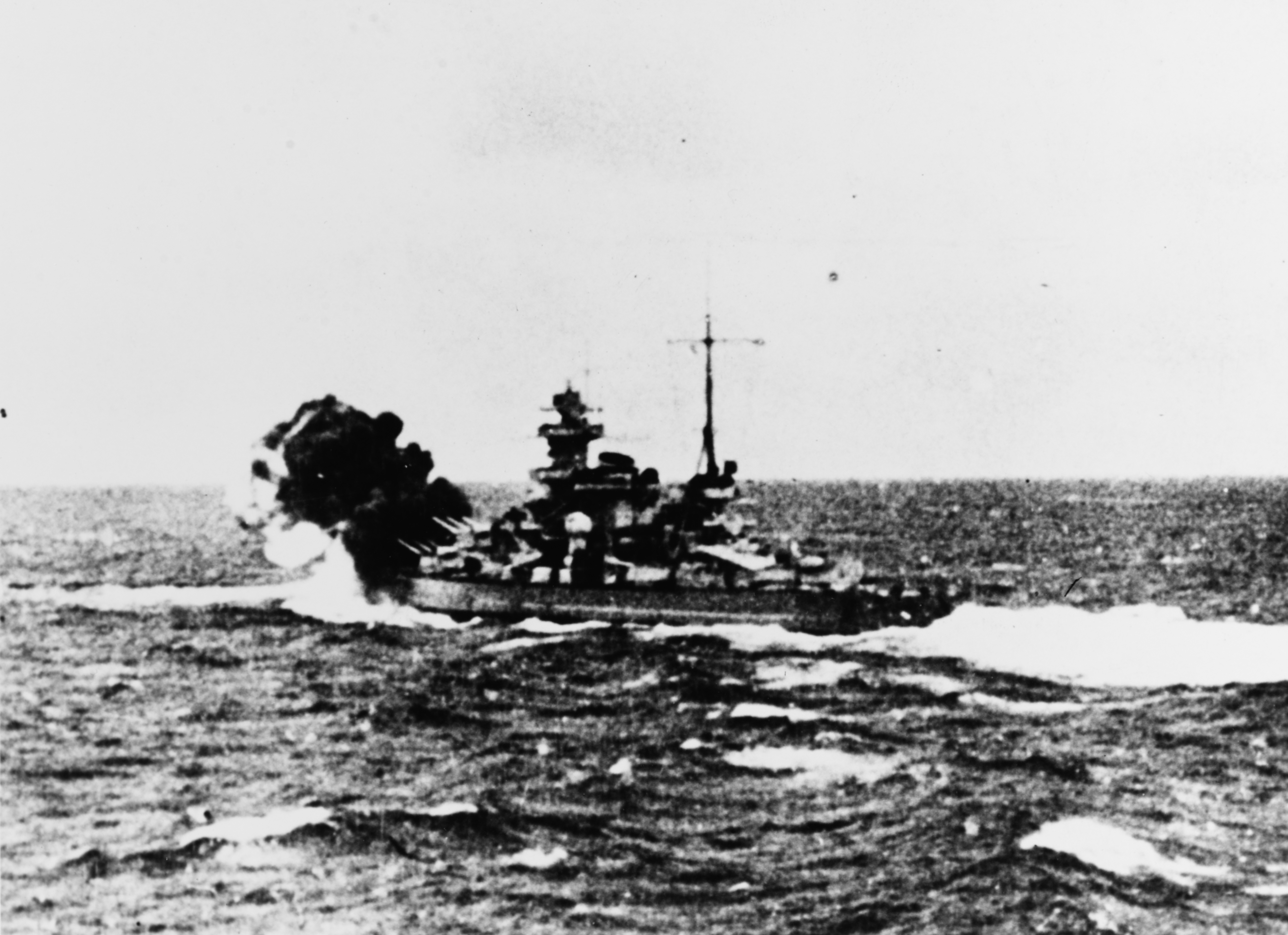
Німецький лінкор «Шарнгорст» веде вогонь по авіаносцю «Глоріос». 8 червня 1940

На борту авіаносця також перебувало п'ять біпланів «Сордфіш», за допомогою яких можна було здійснювати розвідувальні польоти і навіть створювати невелику атакуючу силу, а також дев'ять винищувачів «Сі Гладіатор», за допомогою яких можна було здійснювати бойове повітряне патрулювання, тому дивно, що командир авіаносця не забезпечив повітряне прикриття власними силами, і навіть не тримав визначені сили в готовності до зльоту. Крім того, використовувалося лише 12 із 18 котлів авіаносця, що обмежувало швидкість «Глоріос» до 17 вузлів, а візуальне спостереження за німецькими кораблями було доручено есмінцям, чиї низькі лінії забезпечували значно коротший горизонт, ніж високий острів і щогла авіаносця. Таким чином, авіаносець був не тільки захоплений зненацька, але й фактично без засобів захисту, коли німецькі лінійні кораблі помітили його дим о 16:00 у Норвезькому морі.
Приблизно через 30 хвилин після виявлення «Шарнгорст» відкрив вогонь зі своїх 280-мм гармат на відстані 25 500 м, що значно перевищує все, на що могло відповісти 119-мм гармати авіаносця. Німецька артилерія була дуже точною, і важкі снаряди незабаром завдали шкоди ангару авіаносця, що завадило підйому та запуску літака «Сордфіш», який виконував роль торпедоносця. «Гнейзенау» також відкрив вогонь, його залпи влучили в острів і міст корабля.
Есмінці прямували на максимальній швидкості на своїх набагато більших ворогів і ставили димову завісу, яка на деякий час закрила «Глоріус» від важких снарядів німецьких кораблів. Але цей сміливий вчинок міг лише відстрочити, а не зупинити знищення авіаносця, оскільки приблизно о 17:20 «Глоріос» зупинився, сильно палаючи, а його екіпаж покинув корабель. Лише через вісім хвилин «Ардент», випустивши всі свої торпеди, був уражений вогнем німецької артилерії та швидко затонув. Близько 17:40 авіаносець перекинувся і пішов на дно. На самоті та зіткнувшись із справді непереборними труднощами, «Акаста» знову повернувся до німецьких кораблів і поринув у нерівний бій, ведучи вогонь своїми 119-мм гарматами та випустивши залп із чотирьох торпед, одна з яких влучила в «Шарнгорст» по курсу руху лінкора прямо за баштою, і завдала серйозних пошкоджень, убивши 50 німецьких матросів, і змусивши корабель набрати 2500 тонн води. О 18:08 «Акаста» також загинув.
Щоб заощадити боєприпаси, Маршалл наказав своїм кораблям припинити вогонь ще до того, як британський авіаносець затонув, і два німецькі лінкори попрямували до Тронгейма для екстреного ремонту «Шарнгорста», не зупиняючись, щоб врятувати тих, хто вижив, оскільки кораблі були тепер у відкритій позиції без військово-морського чи повітряного прикриття та, можливо, могли зіткнутися зі значно більшими британськими силами, які ймовірно мали вирушити на місце сутички. 13 червня 15 пікіруючих бомбардувальників «Блекберн Скуа» повітряних сил флоту, які діяли з «Арк Роял», атакували «Шарнгорст» і добилися одного влучення бомби ціною втрати восьми літаків. Як результат лише 23 червня лінійний корабель зміг досягти Кіля, де встав на тривалий ремонт до сухого доку. Він залишалася там більшу частину решти 1940 року.

### Наслідки
Втрата одного з небагатьох авіаносців Королівського флоту була серйозною, як і знищення такої кількості літаків і багатьох безцінних морських професіоналів, а також 63 льотних екіпажів серед 1533 втрачених людей. 11 червня троє офіцерів і 35 матросів з «Глоріоса» і один з «Акасти» були підібрані «Боргундом», невеликим норвезьким торговим судном, і 14 червня їх висадили в Торсгавні на Фарерських островах. Інше норвезьке судно врятувало п'ятьох людей з «Глоріоса», які разом із двома з «Ардента», були підібрані німецьким гідролітаком, і потрапили в полон. Решта особового складу трьох екіпажів затонули разом зі своїми кораблями.
Останній бій «Акасти» й «Ардента» й ушкодження, завдані «Акастою» «Шарнгорсту», ймовірно, врятували конвой Корка з легким ескортом, який йшов з півночі через той самий район: німецькі лінійні кораблі припинили операцію й швидко повернулися до Тронгейму, який вони досягли вдень 9 червня.